# Haplophthalmus bodadonai
Haplophthalmus bodadonai är en kräftdjursart som beskrevs av Legrand och Albert Vandel 1950. Haplophthalmus bodadonai ingår i släktet Haplophthalmus och familjen Trichoniscidae. Inga underarter finns listade i Catalogue of Life.